# Villayón
Villayón község Spanyolországban, Asztúria autonóm közösségben. Villayón Navia, Valdés, Tineo, Allande, Illano, Boal és Cuaña községekkel határos. Lakosainak száma 1064 fő (2024).

## Népesség
A település népessége az utóbbi években az alábbiak szerint változott:
| Lakosok száma | 1940 | 1820 | 1656 | 1582 | 1460 | 1393 | 1280 | 1206 | 1130 | 1064 |
|               | 2001 | 2004 | 2007 | 2009 | 2012 | 2014 | 2017 | 2019 | 2022 | 2024 |